# Stowarzyszenie Grup Lambda
Stowarzyszenie Grup Lambda (SGL) – pierwsza oficjalnie zarejestrowana organizacja społeczna lesbijek i gejów (LGBT) w Polsce, działająca w latach 1990–1997.
Jej założycielami byli aktywiści trzech istniejących wówczas nieformalnych ośrodków polskiego ruchu gejowskiego – FILO Lambda-Gdańsk, WHM Lambda-Warszawa i ETAP Lambda-Wrocław – m.in. Sławomir Starosta, Waldemar Zboralski, Ryszard Ziobro, Ryszard Kisiel. Była to druga próba legalizacji działalności organizacji lesbijek i gejów w Polsce, po zablokowaniu przez władze PRL na początku 1988 roku rejestracji Warszawskiego Ruchu Homoseksualnego.

## Początki
1 marca 1987 roku w Domu Literatury na Krakowskim Przedmieściu w Warszawie odbyło się pierwsze robocze spotkanie współpracujących ze sobą nieformalnych polskich grup gejowskich.
20 czerwca 1987 w Klubie Młodego Pronowca na warszawskim Mokotowie miało miejsce kolejne spotkanie ponad 20 aktywistów grup gejowskich z Warszawy, Wrocławia, Gdańska, Łodzi, Lublina i Skierniewic. Obecny był także przedstawiciel ILGA z Wiednia – Andrzej Selerowicz.
Trzecie ogólnopolskie spotkanie przedstawicieli grup gejowskich, zgromadziło 1 kwietnia 1989 w Warszawie ok. 50 uczestników – głównie z Warszawy, Gdańska i Wrocławia. Prócz spraw bieżących, przedyskutowano na nim projekt statutu ogólnopolskiej organizacji, którą planowano zarejestrować.
Listopadowy numer wydawanego wówczas w drugim obiegu Filo informuje, iż warszawska grupa gejowska opracowała statut „Stowarzyszenia Grup Lambda”, konsultowany następnie w Gdańsku i Wrocławiu. Na zebraniu założycielskim nowej organizacji, 28 października 1989 w uniwersyteckim klubie „SIGMA” w Warszawie – po intensywnych obradach i ostatnich poprawkach został on przyjęty i podpisany przez 15 członków założycieli.
23 lutego 1990 Stowarzyszenie Grup Lambda zostało zarejestrowane w warszawskim sądzie. 3 marca 1990 we Wrocławiu odbyło się pierwsze Walne zebranie tej organizacji, na którym wybrano zarząd i pozostałe organy statutowe SGL.

## Działalność
Działalność w ramach Stowarzyszenia Grup Lambda prowadziły lokalne grupy w 15 miastach – m.in. w Bydgoszczy, Bytomiu, Gdańsku, Krakowie, Lublinie, Łodzi, Olsztynie, Piotrkowie Trybunalskim, Poznaniu, Szczecinie, Toruniu, Warszawie i Wrocławiu.
Na początku 1997 roku Stowarzyszenie Grup Lambda zakończyło działalność. Kontynuowało ją kilka najsilniejszych ośrodków – działających dalej jako grupy nieformalne lub nowo zarejestrowane stowarzyszenia.